# عيسى أبو نصار
عيسى محمد عيسى أبو نصار مدرب فنون قتالية، يحمل الحزام الأسود 7 دان دولي من الواكو WAKO و 8 دان من الاتحاد العربي. وهو المدير الفني للمنتخب الوطني الأردني للكيك بوكسينغ. كما يعد أحد مؤسسي اللعبة في الأردن. وتخرج على يده العديد من المدربين المشهورين على مستوى الوطن العربي. يدرب عيسى أبو نصار على رياضات الكيك والتاي بوكسينغ، والوشو كونغ فو والملاكمة. يحصد تلاميذ المدرب ميداليات ذهبية في البطولات المختصة حول العالم. 

## اللاعبين والإنجازات
| جاد الوحش       | ذهبية عالم واسيا كيك بوكسينغ   |
| علي احمد خلف    | ذهبية عالم واسيا كيك بوكسينغ   |
| حمزه وداعه      | ذهبية عرب كيك بوكسينغ          |
| محمد أبو ارميس  | ذهبية العرب كونغ فو            |
| سارية الجزائري  | ذهبية العرب كونغ فو            |
| معاوية أبو حماد | برونزية عالم واسيا كيك بوكسينغ |
| معتصم الطهراوي  | فضية العالم كيك بوكسينغ        |